# Muntanyola
Muntanyola est une commune de la province de Barcelone, en Catalogne, en Espagne, de la comarque d'Osona.

### Liens externes

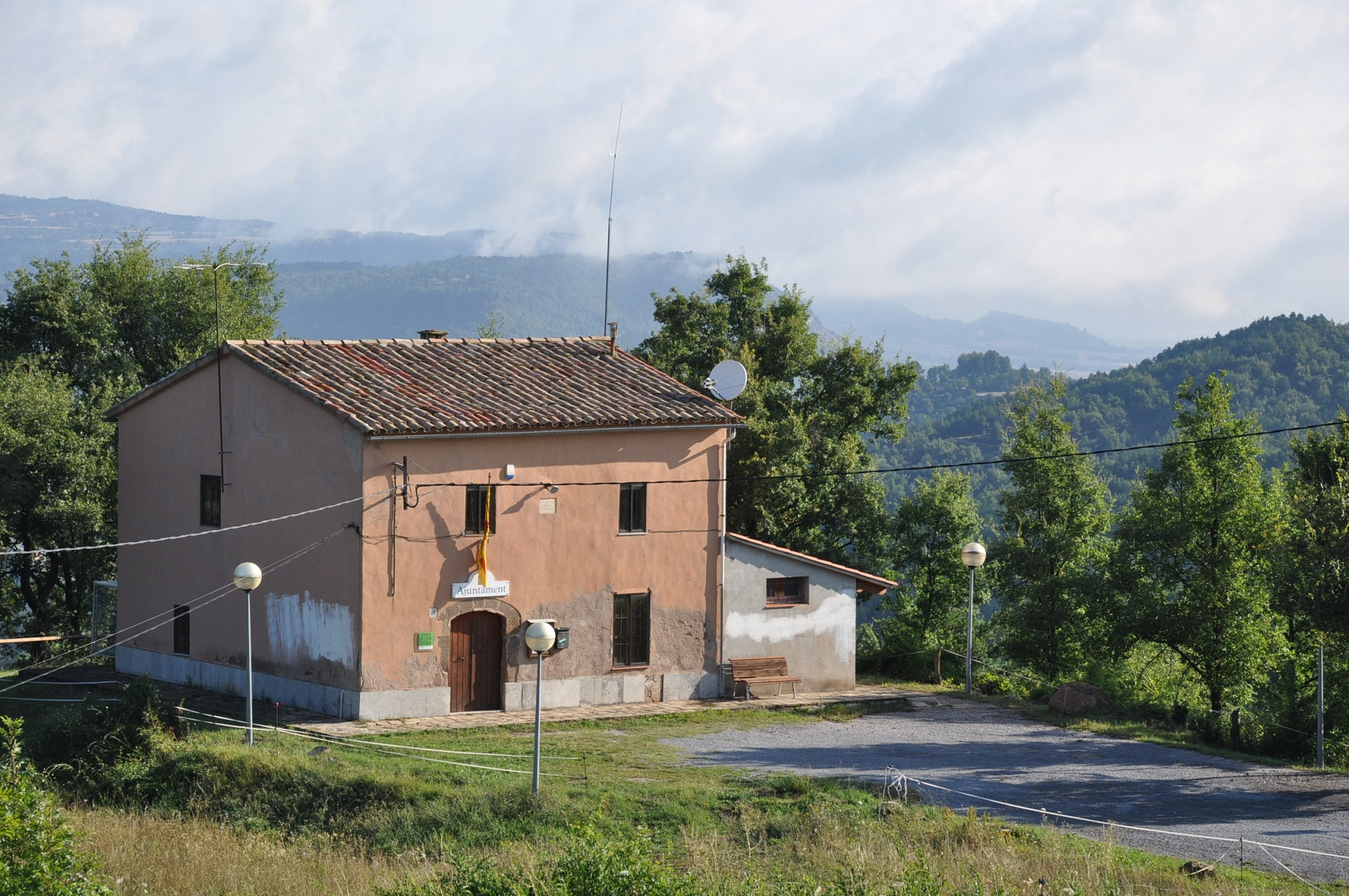
Hôtel de Ville de Muntanyola

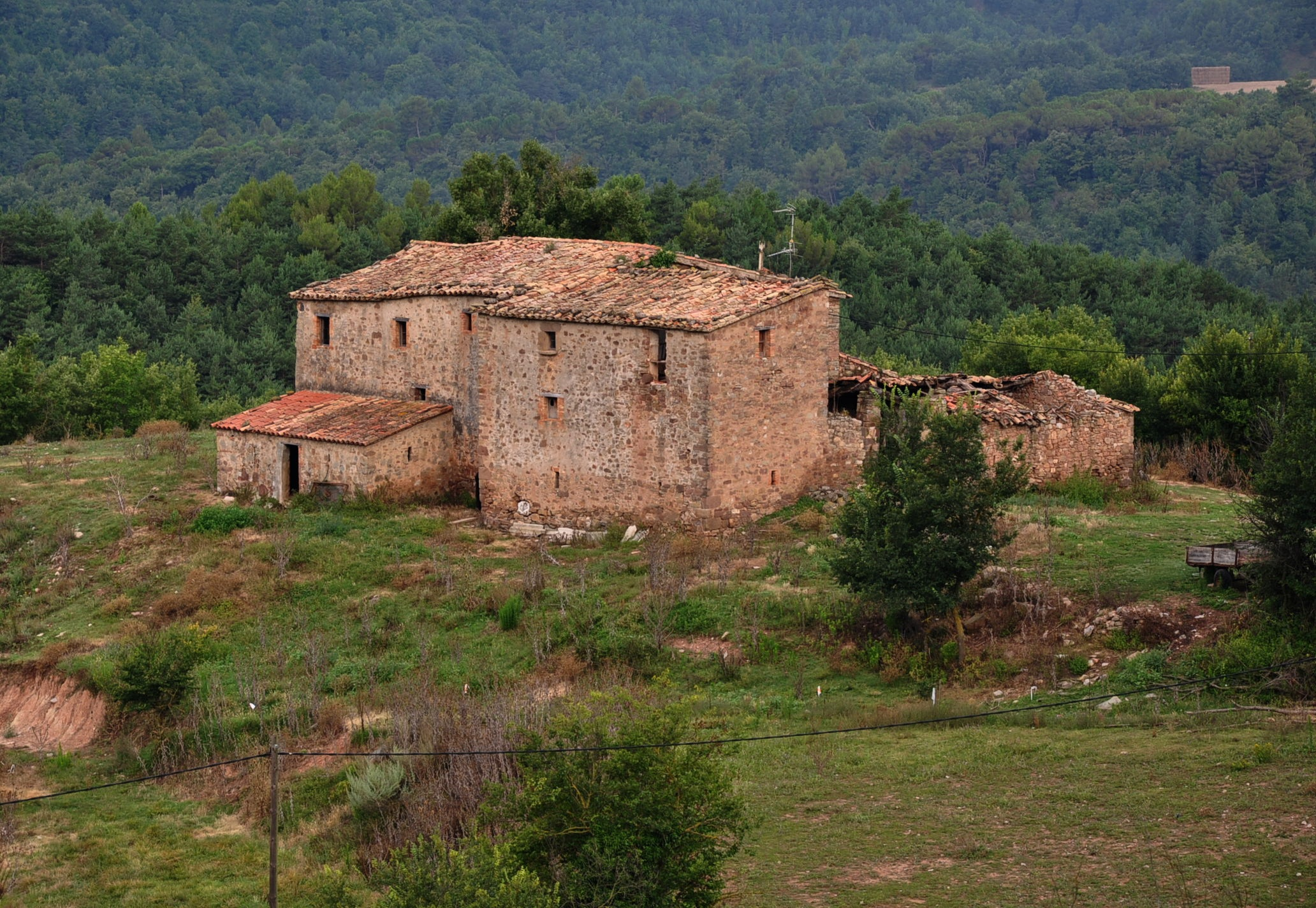
Vilardell, ferme rurale